# Ordina Open 1992
L'Ordina Open 1992 è stato un torneo di tennis giocato sull'erba. È stata la 3ª edizione del torneo, che fa parte della categoria World Series nell'ambito dell'ATP Tour 1992. Il torneo si è giocato a Rosmalen, vicino 's-Hertogenbosch nei Paesi Bassi, dall'8 al 14 giugno 1992.

## Campioni

### Singolare
Michael Stich ha battuto in finale  Jonathan Stark con il punteggio di 6–4, 7–5

### Doppio
Jim Grabb /  Richey Reneberg hanno battuto in finale  John McEnroe /  Michael Stich con il punteggio di 6–4, 6–7, 6–4